# Avantage du trait aux échecs
Pour les articles homonymes, voir Avantage.

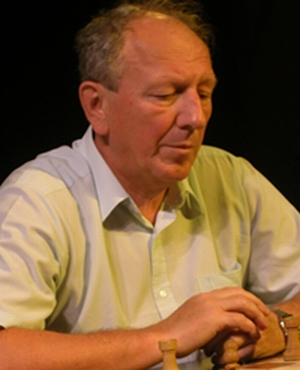
Evgeny Sveshnikov.

L’avantage du trait est, aux échecs, l’avantage intrinsèque du joueur qui est le premier à jouer (« les Blancs »).
Les joueurs d'échecs et les théoriciens s’accordent à dire que les Blancs commencent le jeu avec un certain avantage. Les statistiques compilées depuis 1851 militent en ce sens, montrant que les Blancs gagnent toujours un peu plus souvent que les Noirs, marquant généralement entre 52 % et 56 % des points. Ce pourcentage est approximativement équivalent pour les résultats de tournois entre humains ou les parties entre ordinateurs. Toutefois, cet avantage est moins significatif en partie rapide ou pour les parties opposant des joueurs plus faibles.
Les joueurs d’échecs et les théoriciens débattent depuis longtemps pour savoir si, avec un jeu parfait de part et d’autre, le résultat serait un gain des Blancs ou une partie nulle. Depuis qu’en 1889 l'ancien champion du monde Wilhelm Steinitz a abordé ce sujet, l'immense majorité des commentateurs jugent qu'une partie parfaitement jouée doit se terminer par la nulle. Toutefois, quelques joueurs pensent que l'avantage du trait peut être suffisant pour forcer le gain : Weaver W. Adams (en) et Rauzer ont déclaré que les Blancs gagnaient après 1.e4 tandis qu’Hans Berliner a déclaré que 1.d4 devait gagner pour les Blancs.
Quelques joueurs d’échecs, parmi lesquels les anciens champions du monde Emanuel Lasker, José Raúl Capablanca et Bobby Fischer, ont exprimé leur crainte de voir les échecs disparaître à cause du nombre trop élevé de parties nulles à mesure de l’approfondissement de l’analyse du jeu. Capablanca et Fischer proposèrent des variantes du jeu pour en renouveler l’intérêt, tandis que Lasker proposa un décompte différent selon le type des parties nulles.
Depuis 1988, plusieurs opinions concernant l’avantage des Blancs ont été remises en cause par certains théoriciens du jeu : le grand-maître András Adorján a écrit une série de livres dans lesquels il soutient que l’avantage des Blancs est davantage de nature psychologique que réel. Mihai Șubă et John Watson constatent que l’initiative des Blancs disparaît parfois d’elle-même sans raison apparente. Par ailleurs, le style de jeu des noirs depuis la fin du XXe siècle a notablement évolué, ceux-ci recherchant très souvent des positions dynamiques et déséquilibrées en vue d’un contre-jeu actif plutôt que de simplement tenter d’égaliser.
Les analystes modernes indiquent que les Noirs peuvent se prévaloir de quelques avantages : le consensus d'après lequel les Blancs doivent essayer de gagner (plutôt que de viser le match nul) peut être une pression psychologique pour le joueur des Blancs, qui parfois perd pour avoir trop essayé de gagner. De plus, comme l’indique la théorie des jeux, le fait de jouer en second peut parfois être avantageux car les Blancs doivent les premiers dévoiler leurs intentions et permettent ainsi aux Noirs de réagir en conséquence. Ainsi, plusieurs ouvertures populaires avec les Noirs sont considérées comme inoffensives lorsqu’elles sont utilisées par les Blancs, et donc avec un temps de plus.